# اسکارا

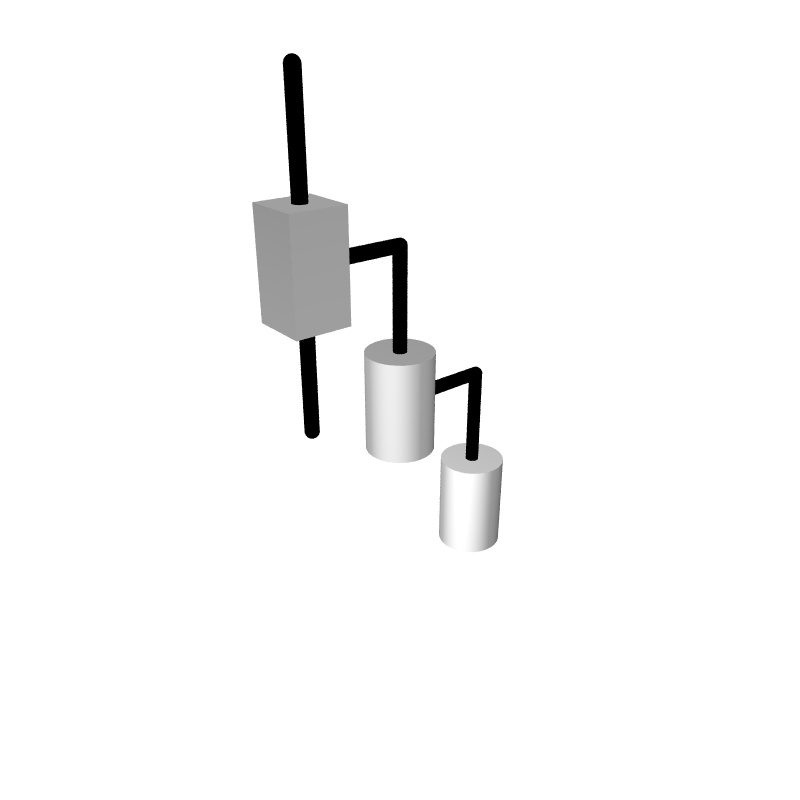
نمودار حرکتی اسکارا

اسکارا (به انگلیسی: SCARA) مخفف عبارت Selective Compliance Assembly Robot Arm یا Selective Compliance Articulated Robot Arm نوعی بازوی رباتیک است.

## تاریخچه
در سال ۱۹۸۱، سانکیو سایکی (به انگلیسی Sankyo Seiki), Pentel و NEC یک مهفوم کاملاً جدید برای ربات‌های مونتاژ ارائه کردند. این ربات تحت هدایت هیروشی ماکینو (به انگلیسی Hiroshi Makino)، استاد دانشگاه یاماناشی (به انگلیسی University of Yamanashi) ی Pentel و NEC ارائه یک مفهوم کاملاً جدید برای مونتاژ روبات. ربات توسعه داده شد تحت هدایت هیروشی Makino یک استاد در دانشگاه Yamanashi. ربات نامیده می‌شد انتخابی انطباق مونتاژ بازوی ربات‌های SCARA. آن بازوی سفت و سخت بود در محور Z و قابل انعطاف در XY-محور اجازه داده‌است که آن را برای انطباق با سوراخ در XY-محور.

## مزایا و معایب
ربات‌های اسکارا از ربات‌های دکارتی سریع تر هستند. تک پایه ای که روبات‌های اسکارا روی آن قرار می‌گیرند به فضای کمی نیاز دارد و عمل اتصال ربات را آسان می‌نماید. از سوی دیگر ربات‌های اسکارا در مقایسه با ربات‌های دکارتی همتراز، گرانتر هستند و نرم‌افزار کنترل‌کننده آن‌ها به inverse kinematics برای حرکات linear interpolated نیاز دارد. نرم‌افزار کنترل‌کننده معمولاً همراه ربات وجود دارد.
بیشتر ربات‌های اسکارا بر اساس معماری سریال ساخته شده‌اند، بدین معنی که موتور اول سایر موتورها را حمل می‌نماید. البته مدل با دوپایه متحرک هم برای اسکارا وجود دارد. اولین ربات اسکارای تجاری توسط شرکت Mitsubishi Electronics ساخته شد. مثال دیگری از ربات اسکارا دو بازویه، ربات آموزشی Mecademic's DexTAR است.

## پویانمایی‌ها
